# Гарард, Брендан
Брендан Джеймс Гарард (англ. Brendan James Garard; род. 6 декабря 1971, Брисбен) — австралийский хоккеист на траве, защитник и полузащитник. Бронзовый призёр летних Олимпийских игр 1996 года.

## Биография
Баден Чоппи родился 6 декабря 1971 года в австралийском городе Брисбен.
Играл в хоккей на траве за «Тувумбу» и «Ранджвилл».
В 1996 году вошёл в состав сборной Австралии по хоккею на траве на летних Олимпийских играх в Атланте и завоевал бронзовую медаль. Играл в поле, провёл 6 матчей, мячей не забивал.
В течение карьеры провёл за сборную Австралии 65 матчей, забил 4 мяча.
Отличался хорошим пасом, силовой игрой в полузащите и надёжностью в обороне.

## Семья
Мачеха — Ренита Гарард (род. 1972), австралийская хоккеистка на траве. Двукратная олимпийская чемпионка 1996 и 2000 годов.